# Kai Iwi Lakes
Die Kai Iwi Lakes sind eine Gruppe von drei Seen in der Region Northland auf der Nordinsel von Neuseeland.

## Geographie
Die drei Seen befindet sich zwischen 1,8 km und 2,5 km von der Westküste des Kaipara District entfernt und erstrecken sich in der Taharoa Domain parallel zu Küste über eine Länge von rund 3,5 km in Nordwest-Südost-Richtung.
Die als Kai Iwi Lakes bezeichnete Gruppe von Seen besteht der Größe nach gelistet aus den Seen:
- Lake Taharoa – 197 ha
- Lake Waikere, in einigen Publikationen auch fälschlich Lake Waikare genannt – 26,5 ha
- Lake Kaiiwi, oft auch fälschlich Lake Kai Iwi geschrieben – 22,6 ha[1]

Ein kleiner vierter See, der sich nur 240 m westnordwestlich des Lake Waikere befindet und Black Lake genannt wird, sowie auch noch zum Wassereinzugsgebiet des Lake Waikere gehört, zählt aber nicht mehr zu der Gruppe der Seen.
Die Seefläche und der Wasserstand der Seen variiert je nach Witterungslage, da einerseits der Wasserzulauf nur durch Regen über ein relativ kleines Wassereinzugsgebiet erfolgt und ein Wasserabgang nur durch Verdunstung.

## Geologie
Die Kai Iwi Lakes sind typische Dünenseen, die sich im Pleistozän im verfestigten Sand der Westküste im nördlichen Teil der Nordinsel von Neuseeland gebildet haben. Sie entstanden aus der Ansammlung von Regenwasser, das sich in den Sandmulden, die von wasserundurchlässigen Eisenstein-Schichten unterlegt sind, sammeln konnte. Die Dünenseen sind eine der neun Haupttypen von Seen in Neuseeland und die vorherrschende Art von Seen entlang der Westküste der Nordinsel.

## Geschichte
Die Gegend um die Kai Iwi Lakes wurde in der frühen Besiedlungsphase der Nordinsel durch die polynesischen Einwanderer von den Nachfahren des Māmari Waka besiedelt. Reste eines Pā (Dorf) waren südlich des Lake Kaiiwi zu finden sowie Gräber in der Umgebung. Mit der Besiedelung Neuseelands durch die Europäer kamen in den 1870er Jahren die sogenannten „Gum Diggers“, die das Harz von den Kauri-Bäumen gewannen. Sie senkten den Wasserstand des Lake Kaiiwi und tauchten mit einer Taucherglocke auf den Grund des Lake Waikere, um von beiden Seen das Harz vom Seegrund zu bergen. Auch in den Sümpfen der Gegend wurde nach dem begehrten Harz gesucht. Zum Ende der 1920er Jahre verließen die „Gum Diggers“ was Gebiet wieder, nachdem ihre Arbeiten weniger erfolgreich verliefen.
Während der Zeit der „Gum Diggers“ wurden die fünf Seen, beginnend mit dem Shag Lake, 1,5 km nordwestlich des Lake Waikere bis hin zum Lake Kaiiwi als die „Rotorima Lakes“ (fünf Seen) bezeichnet.
1928 erklärte die neuseeländische Regierung rund 8,5 Hektar Land östlich des Lake Taharoa zum Scenic Reserve (Landschaftsschutzgebiet). 1952 bekamen der gesamte See und seine nähere Umgebung diesen Status verliehen. 1962 erklärte man das Gebiet zusammen mit dem Lake Kaiiwi zum Recreation Reserve (Erholungsgebiet). Dies geschah unter dem Reserves and Domains Act 1953, unter dessen Regelung der Taharoa Domain Board zur Überwachung und Pflege des Gebietes gegründet wurde. 1968 wurde dann schließlich auch der dritte See, der Lake Waikere dem Erholungsgebiet zugeordnet.